# IC 4002
IC 4002 — галактика типу C (компактна галактика) у сузір'ї Гончі Пси.
Цей об'єкт міститься в оригінальній редакції індексного каталогу.